# Валдома
Валдо́ма (рос. Валдома) — село в Кіровському районі Ленінградської області, Росія. Належить до муніципального утворення Шумське сільське поселення.

## Географія
Село знаходиться в східній частині району. Через його територію проходить автодорога Н40 Лаврове — Шум — Ратниця. Валдома межує із землями сільськогосподарського призначення.